# علی پی (سکو پرداخت)
علی پی (چینی ساده: 支付宝) یک سکو پرداخت تلفن همراه و آنلاین شخص ثالث است که در فوریه ۲۰۰۴ توسط گروه Alibaba Group و بنیانگذار جک Ma در Hangzhou، چین تأسیس شد. در سال ۲۰۱۵،      علی پی دفتر مرکزی خود را به پودونگ، شانگهای نقل مکان کرد، هرچند شرکت مادری خود، مونیتور مالی مستقر در Hangzhou قرار دارد.
علی پی عنوان بزرگترین سکو پرداخت تلفن همراه در سال ۲۰۱۳ به دست آورد و از پی پال پیشی گرفت. در تاریخ ۳۱ مارس ۲۰۱۸ تعداد کاربران علی پی به ۸۷۰ میلیون نفر رسیده‌است و رتبه یک سازمان خدمات پرداخت تلفن همراه و دومین سازمان بزرگ خدمات پرداخت تلفن همراه در جهان است. طبق آمار سه‌ماهه چهارم سال ۲۰۱۷، علی پی سهم ۵۴٫۲۶ درصدی از بازار پرداخت شخص ثالث در سرزمین اصلی چین دارد و همچنان رشد می‌کند.

## تاریخچه
در سال ۲۰۰۳، تاوباو اولین سرویس علی پی را راه اندازی کرد. PBOC، بانک مرکزی چین، در ماه ژوئن ۲۰۱۰، مجوز صدور برای ارائه دهندگان پرداخت شخص ثالث را صادر کرد. همچنین دستورالعمل‌های جداگانه ای برای مؤسسات پرداخت مالی تأمین مالی خارجی صادر کرد. به این دلیل، علی پی، که تقریباً نیمی از بازار پرداخت آنلاین غیر بانکی چین را تشکیل می‌دهد، به عنوان یک شرکت داخلی کنترل شده توسط مدیر عامل شرکت علی بابا، جک ما، به منظور تسهیل تصویب قانونی مجوز، بازسازی شد. در سال ۲۰۱۰ انتقال مالکیت علی پی بحث‌برانگیز بود، با گزارش رسانه‌ها در سال ۲۰۱۱ که Yahoo! و Softbank (سهامداران کنترل شرکت Alibaba Group) از فروش به ازای اسمی مطلع نبودند. نشریات تجاری چینی قرن هجدهم، جک ما را انتقاد کرد، که اظهار داشت که هیئت مدیره گروه علی بابا از معامله آگاه بود. این اتفاق در رسانه‌های خارجی و چینی به علت آسیب رساندن به اعتماد خارجی به سرمایه‌گذاری‌های چین مورد انتقاد قرار گرفت. اختلاف مالکیت توسط گروه علی بابا، یاهو و Softbank در ماه ژوئیه ۲۰۱۱ حل شد.
در سال ۲۰۱۳، علی پی راه اندازی یک سکو تجاری مالی به نام یوآبابو (余额 宝) راه اندازی کرد. در ژوئن ۲۰۱۳، این شرکت چیزی را که به نام «یک پرونده مشکوک جزئی» با کمیسیون تنظیم مقررات اوراق بهادار چین مطرح کرده بود، اما این شرکت اعلام کرد که درصورتیکه این محصولات مرتب شده‌اند، برنامه‌های خود را گسترش داده‌اند.
در سال ۲۰۱۵، شرکت مادر علی پی دوباره به عنوان گروه خدمات مالی مورفینت معرفی شد.
در سال ۲۰۱۷، Alipay خدمات پرداخت تشخیص چهره خود را به نمایش گذاشت.

## خدمات
Alipay ادعا می‌کند که با بیش از ۶۵ نهاد مالی از جمله ویزا کارت و مسترکارت برای ارائه خدمات پرداخت برای تاو باو و تی مال و همچنین بیش از ۴۶۰۰۰۰ کسب و کار آنلاین و محلی چین خدمات ارائه می‌کند.
علی پی در گوشی‌های هوشمند با برنامه کیف پول علی پی انجام می‌شود. کدهای پرداخت کد QR برای پرداخت‌های محلی در فروشگاه استفاده می‌شود. برنامه علی پی همچنین ویژگی‌هایی مانند پرداخت کارت اعتباری، مدیریت حساب‌های بانکی ، انتقال P2P، پیش پرداخت تلفن همراه، خرید شارژ اتوبوس و قطار، سفارش غذا، سوار شدن ، انتخاب بیمه، ذخیره‌سازی سند شناسایی دیجیتال را فراهم می‌کند. Alipay همچنین اجازه می‌دهد در اکثر وب سایت‌های مبتنی برچینی مانند Taobao و Tmall به صورت آنلاین بررسی شود.
برنامه Alipay به کاربران اجازه می‌دهد خدمات خود را از شرکت‌های مختلف ارائه دهند تا یک تجربه شخصی تر را ایجاد کنند.
از اواخر سال ۲۰۰۸، علی پی خدمات پرداخت عمومی خدمات را ارتقا داده و بیش از ۳۰۰ شهر را در سراسر کشور تحت پوشش قرار داده و از بیش از ۱۲۰۰ سازمان شریک حمایت کرده‌است. علی پی علاوه بر قبض برق مانند آب و برق، خدمات خود را به مناطقی همچون پرداخت جریمه حمل و نقل، هزینه اموال و هزینه‌های تلویزیون کابلی گسترش می‌دهد. خدمات پرداخت آنلاین رایج نیز شامل پرداخت هزینه‌های زغال سنگ برق آبی، پرداخت هزینه تحصیل و ترافیک است.
در تاریخ ۱۵ ژانویه ۲۰۰۹، علی پی سرویس بازپرداخت کارت اعتباری راه اندازی کرد و از ۳۹ کارت اعتباری که توسط بانک صادر شده بود پشتیبانی می‌کرد. در حال حاضر محبوب‌ترین سکو بازپرداخت شخص ثالث است. مزایای اصلی این است که صورتحساب کارت اعتباری رایگان بررسی می‌کند، بازپرداخت بدون هزینه اداری، و همچنین بازپرداخت خودکار، یادآوری بازپرداخت و سایر خدمات ارزش افزوده انجام می‌شود. در سه‌ماهه اول سال ۲۰۱۴، ۷۶٪ کارت‌های اعتباری نیز توسط کیف پول علی پی پرداخت شد.
از ماه دسامبر سال ۲۰۱۳، شرکت‌های چند منظوره فروشگاه‌های زنجیره ای، از جمله Meiyijia, Hongqi Chain و Qishiduo C-STORE و 7-Eleven، به‌طور پیوسته پرداخت علی پی را پشتیبانی می‌کنند. در ماه دسامبر، رانندگان تاکسی پکن شروع به پذیرش علی پی برای پرداخت کرایه کردند. بعدها، Wanda Cinema , Joy City، Wangfujing و دیگر شرکت‌های خرده فروشی بزرگ و همچنین سینما، KTV و شرکت‌های پذیرایی به علی پی دسترسی دارند.

## توسعه بین‌المللی
در بعد بین‌المللی، بیش از ۳۰۰ تجار در سراسر جهان از علی پی برای فروش مستقیم به مصرف‌کنندگان در چین استفاده می‌کنند.  در حال حاضر معاملات در ۱۸ ارز اصلی عمده را پشتیبانی می‌کند.
از آنجا که راه اندازی علی پی در چین، «مورفینت مالی» مجموعه ای از گسترش خدمات را به کشورهای دیگر معرفی کرد.

### آسیا

#### هنگ کنگ
در سال ۲۰۱۷، مورفینت مالی برای گسترش خدمات خود را به هنگ کنگ معرفی کرد. آنها خدمات پرداخت علی پی (HK) Ltd. و نام تجاری علی پی اچ کی را به عنوان یک سرمایه‌گذاری مشترک با CK Hutchison آغاز کردند. آنها یک برنامه مستقل را که ویژگی‌هایی مانند پرداخت تلفن همراه و انتقال P2P را ارائه می‌داد راه اندازی کرد. تمام معاملات به جای رنمینبی پرداخت می‌شود و با دلار هنگ کنگ پرداخت می‌شود. این سرویس در حال حاضر در فروشگاه‌های عمده فروشی مانند McDonald's، 7-Eleven و Circle K موجود است. بازارهای مرطوب و بازرگانان نیز بیشتر پشتیبانی می‌شوند.

#### سنگاپور
در سال ۲۰۱۷ مورفینت مالی با شرکت CC Financial، یک شرکت راه اندازی شده در سنگاپور مشارکت داشته‌است. علی پی قصد دارد تا ۲۰۰۰۰ امتیاز پذیرش در سنگاپور را گسترش دهد و سکو خود را به کاربران بانکی سنگاپور باز کند.

#### ژاپن
علی پی در سال ۲۰۱۵ با ۳۸۰۰۰ شبکه وارد ژاپن شد. مورفینت مالی امیدوار است که با داشتن شبکه خود در ژاپن بتواند به گردشگران چینی که به ژاپن می‌روند کمک کند.

#### بنگلادش
در سال ۲۰۱۸، علی پی ۲۰٪ سهام در بنگلادش از ارائه دهنده خدمات تلفن همراه bKash Limited خریداری کرد.

### استرالیا و نیوزیلند
در فوریه سال ۲۰۱۹، علی پی و گردشگری استرالیا یک سرویس جدید برای تبلیغ مقصد استرالیا به گردشگران چینی از شهر سیدنی به عنوان یک پروژه خلبان ۱۲ ماهه اعلام کردند. کارت سیدنی سیتی یک نقشه شهر تعاملی را در برنامه علی پی معرفی خواهد کرد تا گردشگران را به مکان‌های شرکت کننده و خرده فروشان که پرداخت علی پی پذیرش شده مورد استفاده قرار گیرد. ابتکار مشابهی در Queenstown، نیوزیلند هم همزمان انجام خواهد شد.

### آمریکای شمالی

#### ایالات متحده
موریت مالی با Data First در سال ۲۰۱۷ همکاری داشته‌است. این اجازه می‌دهد تا سرویس علی پی با بیش از چهار میلیون خرده فروشی در ایالات متحده مورد استفاده قرار گیرد.

#### کانادا
در سال ۲۰۱۷، علی پی با اسنپ پی همکاری می‌کند تا خرده فروشان کانادایی بتوانند پول چین را از خریداران چینی دریافت کنند. در حال حاضر ۸۰۰ کارمند تجاری در کانادا وجود دارد که از علی پی پشتیبانی می‌کند، از جمله مکان‌های Cadillac Fairview، مانند گلخانه ایون مرکز تورنتو و مرکز CF Chinook در کالگری. هواپیمایی کانادا شروع به پذیرش علی پی کرد تا پرواز پروازهای کانادا و ایالات متحده را از ماه اوت سال ۲۰۱۸ آغاز کند، پس از آنکه ابتدا از ویژگی رزرو پروازهای ناشی از چین استفاده کرد.

### اروپا

#### نروژ
Alipay شروع به همکاری با Vipps در نروژ کرده‌است. ۳۰ فروشگاه در برگن آماده پذیرش مشتری‌های علی پی هستند و در ژانویه ۲۰۱۹ برخی از مغازه‌ها در اسلو آماده پذیرش خواهند شد.

## امنیت
علی پی مکانیزم‌های امنیتی متعددی را برای اطمینان از اینکه حساب‌های کاربری امن هستند فراهم می‌کند. یک حساب کاربری علی پی نیاز کاربر را برای تنظیم رمز عبور ورودی خود و جداگانه پرداخت رمز عبور، که باید متفاوت باشد وجود دارد. کاربر می‌تواند رمز ورود را حداکثر تا پنج بار و رمز عبور پرداخت تا سه بار قبل از اینکه کاربر از حساب خود قفل شود وارد کند. برای بازگرداندن دسترسی به حساب، کاربر باید با علی پی تماس بگیرد. آنها همچنین یک گواهی دیجیتال را نصب می‌کنند که می‌تواند اطلاعات ارسال شده توسط یک شبکه را رمزگذاری کند و هکرها را از سرقت گذرواژه‌ها جلوگیری کند و درنتیجه امنیت معاملات آنلاین را افزایش دهد.

## مقایسه با سایر سیستم‌های پرداخت
علی پی به لحاظ مفهومی شبیه به اپل پی، وی چت پی و پی پال است زیرا روش‌های پرداخت کارت سنتی را پوشش می‌دهد. با وجوداین که کاربران اعلان فوری را از این معامله دریافت می‌کنند، تفاوت اصلی بین علی پی و یک سیستم پرداخت فوری، مانند ونمو یا ظله، این است که انتقال مالی بین طرفهای دیگر فوری نیست. زمان پرداخت بستگی به روش پرداخت انتخاب شده توسط مشتری دارد، در حالی که برای سیستم‌های پرداخت فوری، وجوه در عرض چند ثانیه یا چند دقیقه منتقل می‌شود.

## رویدادهای مرتبط

### یک فرد به نام علی پی
علی پی (چینی: 支付宝، ۷ ژوئیه ۱۹۶۲ -) برای همان نام به عنوان پلت فرم پرداخت چینی «علی پی» مورد توجه قرار گرفته‌است. در ماه مارس سال ۲۰۱۶، علی پی گفت که امیدوار به دیدن ما یون برود، و علی پی پاسخ داد که او می‌تواند ما یون دیدار کند، اما آنها تا به حال ملاقات نکردند.

## سرمایه گذاری
این شرکت حامی مالی جام ملت های اروپا ۲۰۲۰ یوفا (یورو ۲۰۲۰) است.